# Dirty Projectors
Dirty Projectors là một nhóm nhạc alternative rock của Hoa Kỳ, bao gồm các thành viên: David Longstreth (hát, ghita), Amber Coffman (hát, ghita), Haley Dekle (hát), Nat Baldwin (bass), Olga Bell (hát, keyboard), và Michael Johnson (trống). Tính từ năm 2003 cho đến nay, họ đã phát hành tổng cộng 7 album phòng thu, cùng một số EP, trong đó có một EP hợp tác với Björk.

## Danh sách đĩa nhạc

### Album
- The Glad Fact (2003)
- Morning Better Last! (2003)
- Slaves' Graves and Ballads (2004)
- The Getty Address (2005)
- Rise Above (2007)
- Bitte Orca (2009)
- Swing Lo Magellan (2012)

### EP
- New Attitude EP (2006)
- About to Die EP (2012)

### Các đĩa nhạc khác
- Highlights from the Getty Address (2006)
- Ascending Melody (2010)
- Mount Wittenberg Orca (với Björk) (phát hành phiên bản kĩ thuật số năm 2010; bản đĩa nhựa bởi Domino Records năm 2011)